# Yobe (stát)
Yobe je spolkový stát, součást Nigérie. Vznikl roku 1991 oddělením ze sousedního státu Borno. Jeho hlavním městem je Damaturu. Území státu leží v suché savaně. Většina obyvatel státu jsou Kanuriové. Hospodářství státu je orientované na zemědělství.
Jedním z významných rodáků je Abubakar Shekau velitel hnutí Boko Haram.